# .jo
.joは国別コードトップレベルドメイン(ccTLD)の一つで、ヨルダンに割り当てられている。
ヨルダンの地方関係者は.joの前にドメイン名を登録することが義務付けられている。
管理者はNITC（National Information Technology Center, ヨルダンの国立情報技術センター）。

## 第2レベルドメイン
- .com.jo: 法人組織
- .net.jo: ネットワーク事業者
- .gov.jo: 政府
- .edu.jo: 単科・総合大学、学校、教育機関
- .org.jo: 非営利団体
- .mil.jo: 軍隊
- .name.jo: 個人
- .sch.jo:学校